# Chomelia obtusa
Chomelia obtusa är en måreväxtart som beskrevs av Adelbert von Chamisso och Diederich Franz Leonhard von Schlechtendal. Chomelia obtusa ingår i släktet Chomelia och familjen måreväxter. Inga underarter finns listade i Catalogue of Life.